# Mécanisme de Grotthuss

Transfert de protons par une série de liaisons hydrogène entre les ions hydronium et les molécules d'eau.

Le mécanisme de Grotthuss est un mécanisme par lequel un proton en "excès" ou en défaut se transmet à travers les liaisons hydrogène des molécules d'eau ou autres liquides comportant des liaisons hydrogène, par la formation ou la rupture de liaisons covalentes.
Dans sa publication de 1806 "Theory of decomposition of liquids by electrical currents" (théorie de la décomposition des liquides par courants électriques), Theodor Grotthuss propose une théorie de la conductivité de l'eau. Grotthuss voit la réaction électrolytique comme une sorte de "passage de témoin" où chaque atome d'oxygène passe et reçoit en même temps un atome d'hydrogène. Ce mécanisme permet de rendre compte de la grande conductivité molaire ionique des ions hydronium et hydroxyde. En effet, l'ion n'a pas à se déplacer en entier à travers le liquide pour porter sa charge, mais ne fait que transiter le proton excédentaire.

## Mécanisme de transport du proton
Le mécanisme de Grotthuss est à présent considéré comme un nom générique pour le mécanisme de déplacement des protons. Dans l'eau liquide, la solvatation de ces protons en excès est représenté sous deux formes: le H9O4+ (cation Eigen) et H5O2+ (cation Zundel).